# Moščena
Moščena (ukr. Мощена) je naselje u sjeverozapadnoj Ukrajini u Volinjskoj oblasti. U literaturi na ruskom jeziku naselje se zove Мощёная.

## Povijest
Moščena se prvi puta spominje 1543.

## Zemljopis
Moščena se nalazi u sjeverozapadnoj Ukrajini, udaljena je 70 km jugoistočno do Lucka.

## Stanovništvo
Po službenom popisu stanovništva iz 2001. godine, naselje je imao 546 stanovnika, prema procjeni stanovništva iz 2010. godine naselje je imao oko 581-og stanovnika.

## Galerija
- Središte naselja zimi
- Škola

### Ostali projekti
|  | Zajednički poslužitelj ima još gradiva o temi Moshchena |